# بليك ماكورميك
بليك ماكورميك (بالإنجليزية: Blake McCormick)‏ هو كاتب سيناريو أمريكي، ولد في 19 يونيو 1977 في ريتشموند في الولايات المتحدة.

## وصلات خارجية
- بليك ماكورميك على موقع IMDb (الإنجليزية)
- بليك ماكورميك على موقع ألو سيني (الفرنسية)
- بليك ماكورميك على موقع قاعدة بيانات الفيلم (الإنجليزية)
- بليك ماكورميك على موقع كينوبويسك (الروسية)
- بليك ماكورميك على موقع كينوبويسك (الروسية)